# صحنايا
صحنايا هي بلدة سورية تقع في الغوطة الغربية، وتابعة إدرياً لمنطقة داريا. ترتفع البلدة عن مستوى سطح البحر مسافة تتراوح من 600 إلى 700م، ويمر فيها نهر الأعوج الذي يروي أرضها وبساتينها. تَكثر فيها أشجار الزيتون، وهي قريبة من مدينتي داريا والمعضمية. عدد سكان صحنايا حسب إحصاء 2007 حوالي 13,900 نسمة، أغلبهم من الموحدون الدروز والمسيحيين  والروم الأرثوذكس.
تعتبر صحنايا إحدى قرى الغوطة الغربية والتي تشكل القسم الغربي من حوضة دمشق وهي جزء من هضاب الداخل، كما أنها تتميَّز بطيب هوائها ونظافة أرضها وثمارها وخضراواتها. تتبع صحنايا منطقة داريا في محافظة ريف دمشق، وتقدر مساحة البناء الحالية بعد التوسع والمخطط التنظيمي بحوالي 105 هكتارات وبطول 2 كم باتجاه الجنوب وعرض كيلومتر.
تحدها شمالاً مدينة داريا وجنوباً مديتنا الكسوة ومرانة وغرباً جديدة عرطوز وكوكب وشرقاً أشرفية صحنايا والطريق العام الدولي الذاهب من دمشق إلى درعا – الأردن، وتبعد بلدة صحنايا عن مركز مدينة دمشق حوالي 12 كم.

## أصل التسمية
صحنايا كلمة آرامية في الأصل، معناها «الصحن»، وذلك نظراً إلى موقعها الجغرافي، كون البلدة محاطة بجبال صغيرة من جميع أطرافها فيما تقع هيَ في الوسط بشكل صحن. الرواية الأخرى تقول أن التسمية سريانية (والسريان هم الآراميون  العرب المعتنقون للمسيحية)، أي أن التسمية ظهرت قبل ولادة  سيدنا عيسى يسوع، وتعني «البلدة الصاحية»، من صحاوة جوِّها وصحوة سكانها.

## التاريخ
تاريخ البلدة - حسب الدلائل التي وجدت في آثارها - يعود إلى أكثر من 1194 سنة، وقد ورَدَ اسم صحنايا في كتاب «خبايا الزوايا من تاريخ صيدنايا» للباحث حبيب الزيات (1902 -1932م).
الكتاب غير متوافر على الإنترنت.

## المرافق العامة
تُوجد في صحنايا العديد من المرافق العامة والتعليمية والدينية وغيرها. فتقع في المدينة «كنيسة مار إلياس الغيور»، و«دير جمعية حاملات الطيب الخيرية»، و«مسجد الشيخ العلامة أمين سويد», بالإضافة إلى دار عبادة لطائفة الدروز الموحدين. كما تُوجد في البلدة محطة للقطار على سكة حديد دمشق - درعا.
كما تتميز صحنايا بوُجود غابة من الزيتون في الجانب الغربي منها، وهي معلم من معالم صحناياـ إلا أنها آخذة بالانحسار بسبب الإهمال ورغبة أصحاب الزيتون من سكان البلدة بالبناء. وفي صحنايا أيضاً خمس مدارس، اثنتان منهم للمرحلتين الابتدائية والإعدادية، وثلاثة ثانويات عامة وتجارية وصناعية. ومن المرافق العامة الأخرى في بلدة صحنايا:
- مستوصف صحي.
- جمعية فلاحية.
- جمعية الزيتون الخيرية.
- وحدة إرشادية.
- مجلس البلدية.
- المركز الثقافي العربي الإسلامي  في صحنايا.